# Predmet ljubavi
Predmet ljubavi je 2. epizoda serijala Julia obјavljena premijerno u Srbiji 21. januara 2011. godine. Koštala je 300 dinara (2,88 €; 3,9 $). Epizoda je imala 132 strane. Izdavač јe bio Darkwood iz Beograda. 

## Originalna epizoda
Ova epizoda je premijerno objavljena u Italiji kao #2. pod nazivom Oggeto d'amore 1. novembra 1998. godine. Scenario je napisao Đankarlo Berardi (poznat po scenarijama za strip Ken Parker), a nacrtao Korado Roi. Naslovnu stranu nacrtao je Marko Soldi 

## Kratak sadržaj
Sadistička ubojica Mirna Harod (Myrna Harrod), koja je pobegla u prvom broju nastavlja svoj krvavi pohod. Lov na nju provlači se i kroz ovaj broj s tim da je fokus same epizode više na upoznavanje Myrne kroz njeno delo i njeno sociopatsko ponašanje prema društvu. Julia i ekipa moraju da predvide Mirnine korake kako bi je uhvatili.

## Prethodna i naredna epizoda
Naredna epizoda nosila je naziv Oči ponora (#1), a naredna U monstrumovom umu (#3).